# Sinan Kaloğlu
Sinan Kaloğlu (Ovacik (Tunceli)), 10 juni 1981 is een voormalig Turkse profvoetballer.

## Carrière
Sinan Kaloğlu brak tijdens het seizoen 2001/02 door bij Altay. Die club kwam destijds nog uit in de Turkse Süper Lig. De toen jonge en driftige spits trok alle aandacht naar zich toe. Bij de slecht presterende club viel hij op door zijn doelpunten. Een vertrek naar een grotere club was nabij en niet veel later stond de Turkse spits bij Beşiktaş uit Istanboel onder contract. Bij deze club had de Turk het echter moeilijk, hij scoorde niet en kon ook geen basisplaats afdwingen. Daarbij kwamen ook nog inicidenten, die hem onmogelijk maakten bij Beşiktaş.
Na te zijn verhuurd aan enkele kleine clubs, tekende de spits bij de krokodillen oftewel Bursaspor. In Bursa hervond Sinan zijn vorm, stond weer wekelijks in de basis en scoorde veel doelpunten. Na twee succesvolle seizoenen besloot Kaloğlu te gaan spelen in Europa. Hij onderhandelde met verscheidende clubs, waaronder Vitesse, maar tekende uiteindelijk bij VfL Bochum uit Duitsland. Ook in Duitsland bleef de Turk scoren, zo was hij bijvoorbeeld goed voor twee doelpunten tijdens de competitiewedstrijd tegen het grote Bayern München.
Na één seizoen bij VfL Bochum koos hij voor Vitesse, waar hij een tweejarig contract tekende. Daar speelde hij maar acht wedstrijden. Hij kreeg een ernstige blessure en kwam sindsdien niet meer in actie voor Vitesse.
Na zijn avontuur bij Vitesse speelde hij nog bij diverse Turkse clubs. Momenteel is hij actief voor Mersin İdmanyurdu.
Sinan Kaloglu speelde 2 interlands voor Turkije waarin hij niet tot scoren kwam.
Na

## Statistieken
| Seizoen          | Club                | Land             | Competitie       | Wed. | Goals |
| ---------------- | ------------------- | ---------------- | ---------------- | ---- | ----- |
| 2001/02          | Altay Izmir         | Turkije          | 1. Lig           | 35   | 17    |
| 2002/03          | Altay Izmir         | Turkije          | 1. Lig           | 28   | 11    |
| 2003/04          | Beşiktaş JK         | Turkije          | Süper Lig        | 22   | 1     |
| 2004/05          | D.Bakirspor         | Turkije          | Süper Lig        | 31   | 10    |
| 2005/06          | Manisaspor          | Turkije          | Süper Lig        | 25   | 7     |
| 2006/07          | Bursaspor           | Turkije          | Süper Lig        | 30   | 10    |
| 2007/08          | Bursaspor           | Turkije          | Süper Lig        | 20   | 5     |
| 2008/09          | VfL Bochum          | Duitsland        | Bundesliga       | 18   | 3     |
| 2009/10          | Vitesse             | Nederland        | Eredivisie       | 8    | 2     |
| 2010/11          | Vitesse             | Nederland        | Eredivisie       | 0    | 0     |
| 2011/12          | Karabükspor         | Turkije          | Süper Lig        | 7    | 0     |
| 2012/13          | Elazigspor          | Turkije          | Süper Lig        | 21   | 6     |
| 2013/14          | Kayseri Erciyesspor | Turkije          | Süper Lig        | 7    | 1     |
| 2013/14          | Mersin Idmanyurdu   | Turkije          | 1. Lig           | 10   | 0     |
| 2014/15          | Mersin Idmanyurdu   | Turkije          | Süper Lig        | 24   | 8     |
| 2015/16          | Mersin Idmanyurdu   | Turkije          | Süper Lig        | 17   | 0     |
| 2016/17          | Mersin Idmanyurdu   | Turkije          | 1. Lig           | 25   | 4     |
| Carrière totaal: | Carrière totaal:    | Carrière totaal: | Carrière totaal: | 328  | 85    |